# Хилл, Клинтон (легкоатлет)
Клинтон Хилл (англ. Clinton Hill, род. 19 апреля 1980 года) — австралийский бегун-спринтер, выступавший в беге на 400 метров. Бронзовый призёр Олимпийских игр 2004 года. Чемпион Игр Содружества 2006 года.

## Биография
Хилл переехал из ЮАР в Австралию в 1997 и получил гражданство в 2000 году.
Поступил в Сиднейский университет по спортивной стипендии.
В 2001 принял участие в летней Универсиаде в Пекине, где занял четвёртое место в эстафете и второе — в одиночном забеге на 400 метров.
В 2002 и 2003 годах выигрывал забеги на 400 метров на Australian Athletics Tour в Брисбене, направленном на отбор спортсменов для участия в международных спортивных соревнованиях.
На играх Содружества в Манчестере занял восьмое место в одиночном забеге и пятое в эстафете в команде с Тимом Уильямсом, Полом Пирсом и Патриком Дуайером.
В 2003 году на Чемпионате мира по лёгкой атлетике в категории 400 метров выбыл из гонки в полуфинале.
На Олимпийских играх в Афинах занял 26 место в забеге на 400 метров и выиграл серебряную медаль вместе с Джоном Стеффенсеном, Марком Ормродом и Патриком Дуайером в эстафете. После замены Дуайера на Криса Труда команда спринтеров выступила на играх Содружества в Мельбурне, где завоевала уже золотую медаль.
Из-за серьёзной травмы пальца ноги Хилл пропустил следующие 18 месяцев. Он также не стал принимать участие в индивидуальном забеге на Олимпиаде в Пекине из-за рождения сына. В эстафете его команда заняла шестое место.